# (55636) 2002 TX300
(55636) 2002 TX300 – planetoida z grupy obiektów transneptunowych zaliczany do rodziny planetoidy Haumea.

## Odkrycie i nazwa
Obiekt (55636) 2002 TX300 został odkryty 15 października 2002 roku w Obserwatorium Palomar w ramach programu NEAT.
Planetoida nie posiada jeszcze nazwy własnej, a jedynie oznaczenie prowizoryczne i stały numer.

## Orbita

Orbity 2002TX_{300} (niebieska) i Haumei (zielona)

Orbity 2002 TX_{300} (niebieska) i Haumei (zielona)

Orbita (55636) 2002 TX300 nachylona jest pod kątem 25,9° do ekliptyki, a jej mimośród wynosi 0,122. Ciało to krąży w średniej odległości 43,5 j.a. wokół Słońca, na jeden obieg potrzebuje ok. 287 lat ziemskich. Peryhelium tego obiektu znajduje się w odległości 38,2 j.a., aphelium zaś 48,8 j.a. od Słońca.
Diagramy obok ilustrują orbity widziane od strony północnego bieguna niebieskiego oraz z płaszczyzny ekliptyki. Podane są również daty przejść przez peryhelia i aphelia. Bieżące pozycje (04/2006) są reprezentowane przez sfery ilustrujące względne rozmiary, kolor i albedo.

## Charakterystyka fizyczna
Ta odległa planetoida ma rozmiary wynoszące ok. 286 km. Jej absolutna wielkość gwiazdowa wynosi ok. 3,50m.
Asteroida ta ma neutralną barwę, w przeciwieństwie np. do (50000) Quaoar, który ma wyraźnie czerwone zabarwienie. Początkowo przypuszczano, że albedo planetoidy jest niskie i wynosi ok. 0,08. Jednak obserwacje zakrycia gwiazdy przez planetoidę przeprowadzone 9 października 2009 roku wykazały, że jej albedo jest bardzo wysokie, ok. 0,88, co wskazuje, że powierzchnia planetoidy mocno odbija światło, podobnie jak śnieg czy lód. Wynika stąd, że prawdopodobnie powierzchnia (55636) 2002 TX300 jest zbudowana z lodu wodnego.